# Antigonaria arenaria
Antigonaria arenaria är en plattmaskart som beskrevs av Jürgen Dörjes 1968. Antigonaria arenaria ingår i släktet Antigonaria och familjen Antigonariidae. Inga underarter finns listade i Catalogue of Life.